# 王師 (台灣電影工作者)
王師，台灣電影行銷人、製片、監製（1978年-）。台灣大學工業管理系畢業，牽猴子股份有限公司共同創辦人。
曾行銷、發行《翻滾吧！阿信》、《總舖師》、《返校》、《怪胎》等台灣電影，並以齊柏林導演的《看見台灣》創造台灣賣座最佳紀錄片。第一部監製電影《千年一問》入圍金馬獎最佳紀錄片。
活躍於臉書等網路社群媒體，著有自傳作品《幹話力》一書，2024年由木馬文化出版。